# Rohlfing (Orgelbauer)
Rohlfing ist der Nachname einer deutschen Orgelbauerfamilie in Osnabrück und Quakenbrück.

## Geschichte
Der Gründer war Johann Christian Rohlfing (1793–1867), dessen vier Söhne ebenfalls Orgel- und Klavierbauer wurden: Johann Anton Heinrich (1821–1886), Wilhelm Gerhard, der im Jahr 1852 in die USA übersiedelte, Christian Friedrich (1833–1904) und der Klavierbauer Hermann Friedrich († 1905). Der älteste Johann Anton Heinrich gründete 1845 eine eigene Werkstatt in Osnabrück. Als 1864 seine Brüder eintraten, firmierte das Unternehmen, das sowohl Orgeln als auch Klaviere baute, unter dem Namen „Gebrüder Rohlfing“.
Anton Franz Schmid (1765–1846), der 1790 in Quakenbrück eine Orgelwerkstatt errichtete, war der Bruder von Gerhard Janssen Schmid und der Schwiegervater von Johann Christian Rohlfing. Die Oldenburger Werkstatt, die Schmids Enkel Johann Martin Schmid fortführte, wurde 1919 von Rohlfing übernommen.
Christian Friedrichs Söhne Christian Ludwig (1865–1934) Albert Anton Eberhard (1866–1933) führten den väterlichen Betrieb fort. 1927 spezialisierte sich der erste auf den Orgelbau, der zweite auf den Klavierbau. Christian Ludwigs Sohn Heinrich (1903–1969) stieg 1929 in das Unternehmen ein und übernahm den Neuaufbau nach dem Zweiten Weltkrieg. Matthias Kreienbrink, der ab 1951 Teilhaber war, übernahm 1955 die Firma. Bis zum Jahr 1955 erfolgten 260 Orgelneubauten und Umbauten.
Heinrich Rohlfing machte sich 1957 mit einer eigenen Werkstatt in Natbergen selbstständig, die 1968 an Johannes Wolfram überging.
Aus heutiger Sicht werden zahlreiche Neubauten kritisiert, insbesondere aus dem 19. und beginnenden 20. Jahrhundert. Vielfach wurden die Vorgängerorgeln mit ihrer historischen Substanz entsorgt. Allenfalls blieben die alten Prospekte erhalten, hinter denen ein neues Werk gebaut wurde. Den pneumatischen Instrumenten war in der Regel keine lange Lebensdauer beschieden, sodass die meisten Rohlfing-Orgeln heute ersetzt sind.

## Werkliste (Auswahl)
| Jahr      | Ort                   | Kirche                         | Bild | Manuale | Register | Bemerkungen |
| --------- | --------------------- | ------------------------------ | ---- | ------- | -------- | --- |
| 1860      | Loxten (Nortrup)      | Dorotheenkirche                |      | I/P     | 6–8      | Prospekt von Conrad Wilhelm Hase; 1903 ersetzt, Prospekt verändert erhalten |
| 1864/1916 | Melle                 | St. Petri                      |      | III/P   | 33       | eingreifender Umbau der Orgel von Christian Vater (1724); Rohlfing-Register nicht erhalten |
| 1868      | Plate (Lüchow)        | St. Marien                     |      |         | 30       | Reparatur durch Orgelbauer Friedrich Fleiter |
| 1872–1877 | Weener                | Evangelisch-reformierte Kirche |      | II/P    | 23       | durchgreifender Umbau der Schnitger-Wenthin-Orgel (1710/1782) von III/P/37 auf II/P/23; 1906/07 Austausch 8 weiterer alter Register → Orgel |
| 1877      | Bad Bentheim          | Reformierte Kirche             |      | II/P    | 17       | Neubau mit mechanischer Kegellade; bis auf die Prospektpfeifen, die im Ersten Weltkrieg abgetreten werden mussten, vollständig erhalten |
| 1881      | Freren                | Reformierte Kirche             |      | I/P     | 11       | Neubau hinter dem Prospekt von Hinrich Klausing (1699); nicht erhalten |
| 1882      | Lengerich             | Reformierte Kirche             |      | II/P    | 12       | |
| 1884–1885 | Visquard              | Visquarder Kirche              |      | II/P    | 15       | Neubau mit mechanischer Kegellade hinter dem alten Prospekt (vor 1680); nicht erhalten |
| 1885      | Driever               | Reformierte Kirche             |      | I/P     | 10       | nahezu vollständig erhalten |
| 1885–1888 | Vellage               | Vellager Kirche                |      | I/P     | 6        | weitgehend erhalten |
| 1892      | Lienen-Kattenvenne    | Evangelische Kirche            |      | I/P     | 12       | pneumatische Membranladen; bis auf die Prospektpfeifen, die im Ersten Weltkrieg abgetreten werden mussten, vollständig erhalten |
| 1906      | Weenermoor            | Weenermoorer Kirche            |      | II/P    | 10       | pneumatisch; vollständig erhalten |
| 1907      | Berge (Niedersachsen) | Lutherkirche                   |      | II/P    | 13       | pneumatische Traktur, Taschenladen |
| 1915      | Landschaftspolder     | Landschaftspolder Kirche       |      | I/p     | 8        | Neubau hinter dem Prospekt von Gerd Sieben Janssen (1814); nicht erhalten |
| 1930      | Weil am Rhein         | Kirche zum Guten Hirten        |      | III/P   | 33       | elektropneumatische Traktur und Kegellade; während des Zweiten Weltkriegs stillgelegt; 1960 von Heinrich Rohlfing gebraucht erworben → Orgel |
| 1930      | Emden                 | Altreformierte Kirche          |      | I/p     | 3        | 1944 zerstört |
| 1930      | Neuenhaus             | Reformierte Kirche             |      | II/P    | 18 ?     | Neubau hinter dem Prospekt von Georg Heinrich Quellhorst (1822/23) |
| 1932      | Wedringen             | Kirche Unserer Lieben Frauen   |      |         |          | |
| 1935      | Esklum                | Esklumer Kirche                |      | I/P     | 7        | Neubau hinter dem Prospekt von Gerd Sieben Janssen (1855); ein Register erhalten |
| 1941      | Eigen                 | St. Paul                       |      | II/P    | 19       | von Heinrich Rohlfing ursprünglich für Universität München mit elektrischen Schleifladen gebaut; 1953 in Bottrop aufgestellt; 1983 und 1998 durch Kreienbrink renoviert, neue Register mit elektrischen Kegelladen; 15 von 19 Registern erhalten |